# Gryllus campestris

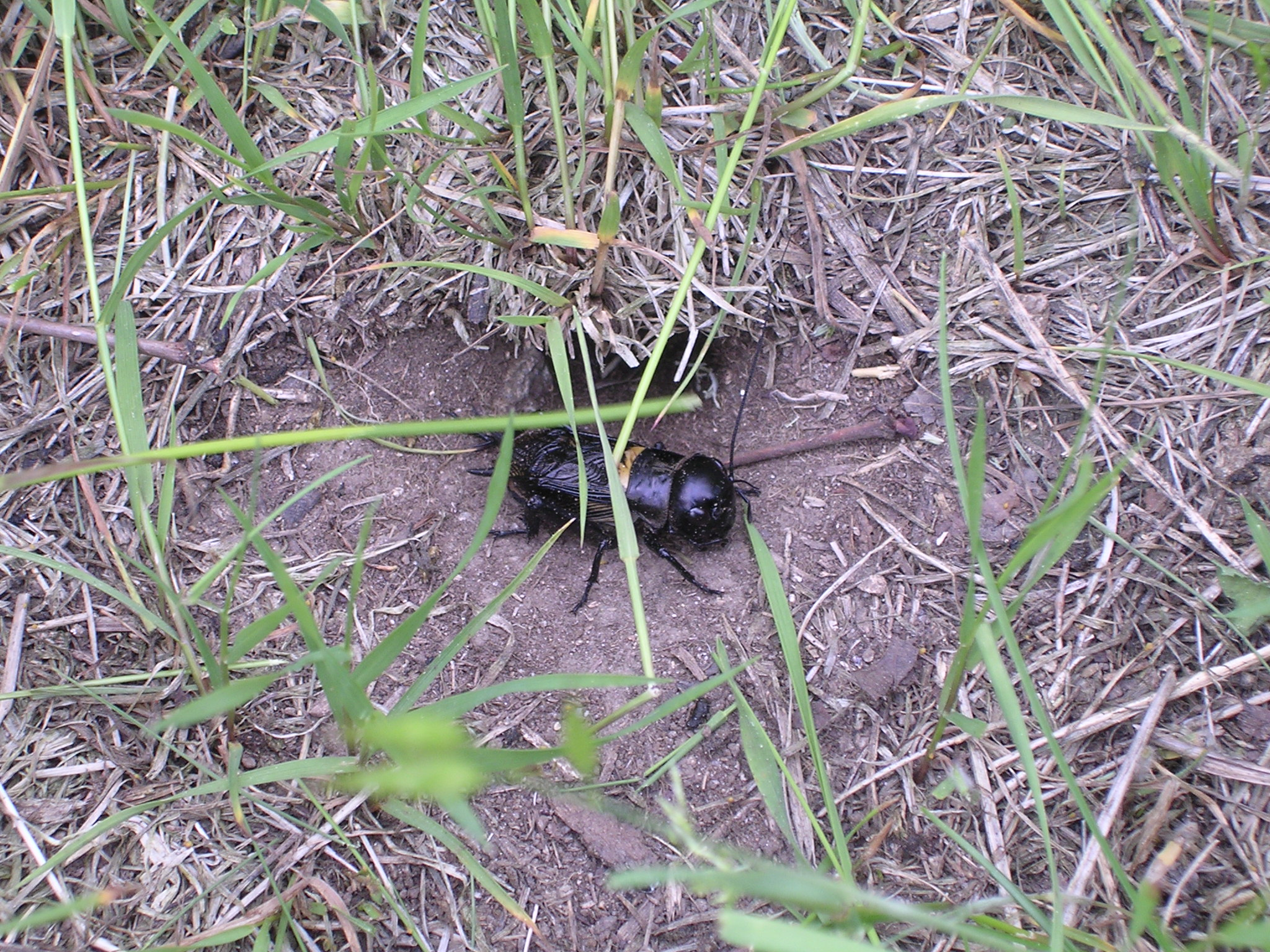
G. campestris y su madriguera

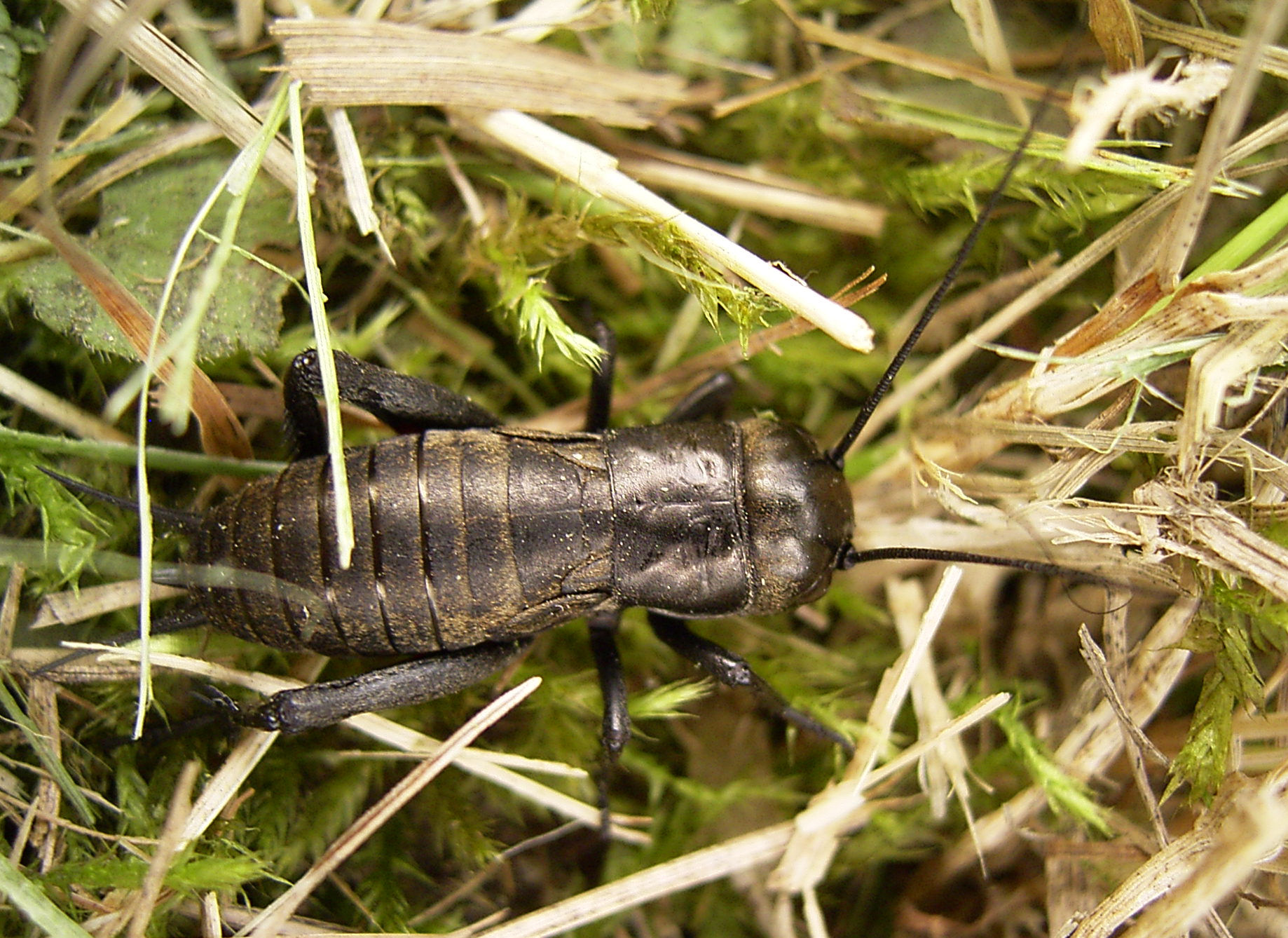
Ninfa en estadio tardío

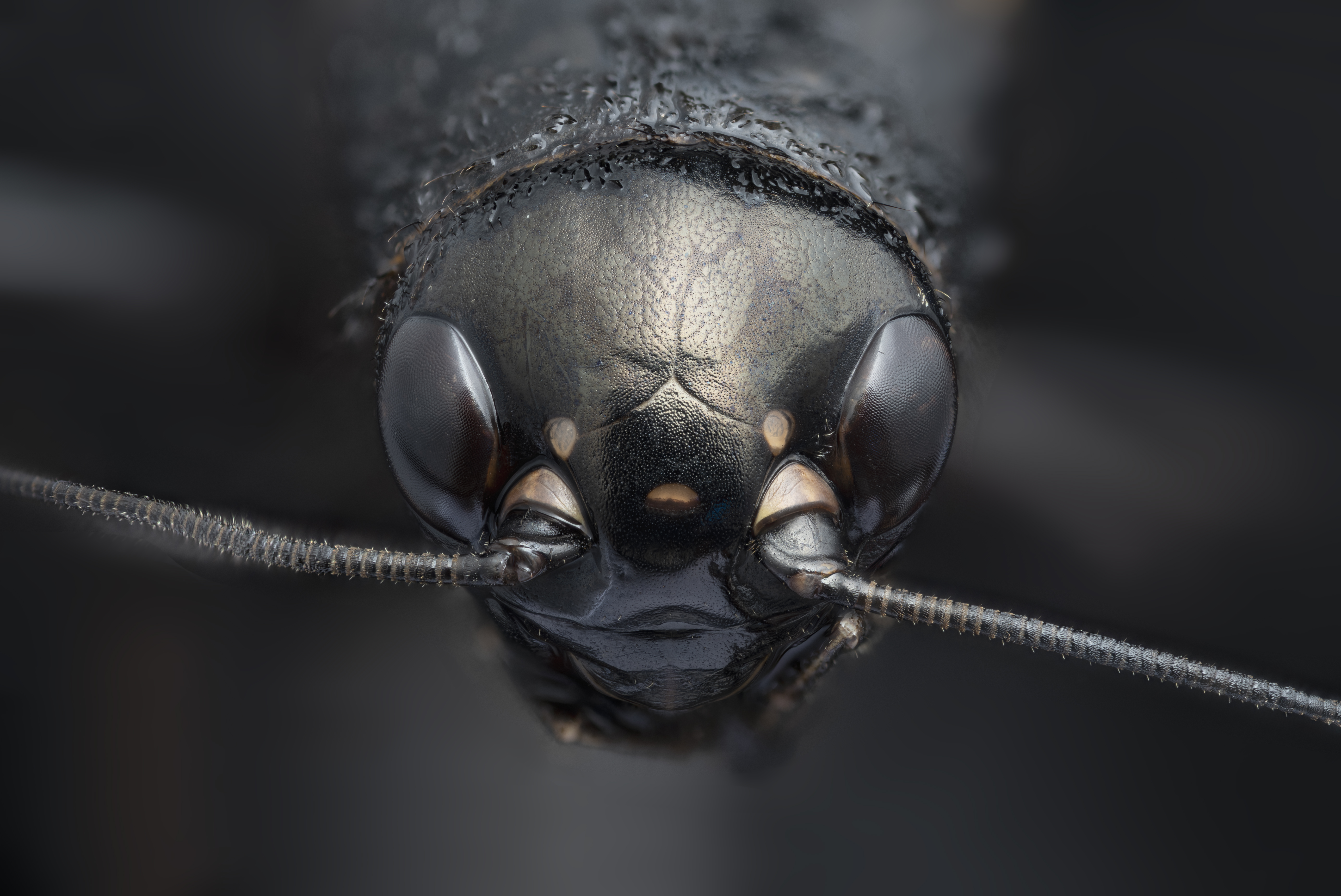
Cabeza de grillo de campo

El grillo campestre o grillo común (Gryllus campestris) es uno de los muchos grillos conocidos como grillos de campo. Estos insectos no voladores de color oscuro son comparativamente grandes; los machos varían de 19 a 23 mm y las hembras de 17 a 22 mm.

## Hábitat
Gryllus campestris solía ser común en la mayor parte de Europa occidental. Prefiere lugares secos y soleados con vegetación corta, como pastizales secos. En el extremo norte de su área de distribución, se limita a las landas y praderas oligotróficas. La especie no vuela y es incapaz de migrar largas distancias, por lo que no suele recuperarse por sí sola de la extinción local.

## Reproducción
La estación reproductora de la especie univoltina dura de mayo a julio. Los machos hacen una madriguera con una plataforma en la entrada desde la cual atraen a las hembras con su estridulación de cortejo. Chirriando durante el día, así como la primera parte de la noche, solo cuando la temperatura está muy por encima de 13 °C. Las ninfas incuban en junio hasta mediados de julio e hibernan durante su décimo o undécimo estadio. La muda final tiene lugar a finales de abril o principios de mayo. Los machos son territoriales y defienden ferozmente sus madrigueras, mientras que las hembras son errantes y son atraídas por los machos cantores. Ponen sus huevos en el suelo desnudo, ya sea cerca de una madriguera o dentro de ella. Se sabe que las poblaciones de G. campestris sufren fluctuaciones extremas y están fuertemente afectadas por las condiciones climáticas.

## Amenazas
G. campestris es la especie de grillo más amenazada en Gran Bretaña. Está en declive y en la lista roja en grandes partes de Europa Central y del Norte, como el Reino Unido, Alemania, Holanda, Bélgica, Luxemburgo, Dinamarca y Lituania. Ha disminuido severamente en parte de su rango del norte debido a la desaparición de su hábitat del brezo; A principios de la década de 1990, la especie se redujo en el Reino Unido a una única colonia sobreviviente de solo cien individuos en Coates, West Sussex.

## Esfuerzos de conservación
La fragmentación de hábitats y la pérdida de subpoblaciones han sido reconocidas como las principales amenazas para muchas especies, incluyendo el grillo de campo. El establecimiento artificial de nuevas poblaciones es, por lo tanto, un método consistente para aumentar la probabilidad de supervivencia de una especie. El objetivo de los proyectos de translocación suele ser reducir el riesgo de extinción de una especie en peligro de extinción al crear poblaciones autosostenibles adicionales. Estudios de translocación y poblaciones naturales de G. campestris en Alemania han demostrado que la translocación no da lugar a una pérdida significativa de la diversidad genética. La translocación de ninfas de diferentes subpoblaciones puede ser de hecho un método adecuado para disminuir la pérdida de diversidad genética y reducir el riesgo de endogamia, y un gran número de ninfas pueden ser trasladadas sin efectos negativos sobre la población fuente.